# Ankerita
La ankerita es un mineral del grupo de los carbonatos. Se reconoció por primera vez como una especie distinta por W. von Haidinger  en 1825, y fue nombrado en honor del mineralogista austríaco Matthias Joseph Anker (1771-1843) de Estiria.
Su fórmula ideal es {\displaystyle {\ce {Ca(Fe++)(CO3)2}}}, pero este término puro no se ha encontrado en la naturaleza, y tampoco se ha sintetizado hasta el momento. La fórmula real sería {\displaystyle {\ce {Ca(Fe++,Mg,Mn)(CO3)2}}}. Las ankeritas con más del 70% del término ideal son inestables frente a la solución sólida calcita + siderita, y generalmente los ejemplares naturales contienen más del 25 % Mg del total Mg + Fe. Cuando el Mg supera el 50% de la suma Mg + Fe ya no se trata propiamente de ankerita, sino de dolomita ferrosa.  Esto hace que el rango composicional del mineral entendido en sentido estricto sea bastante estrecho
El término "ankerita" se ha usado de forma general (y errónea) en petrología y en geología económica tanto para la ankerita como para la dolomita ferrosa. Un gran número de los ejemplares presentes en museos y colecciones no han sido analizados cuantitativamente. Los ejemplares clásicos, con bonitos cristales de color rosado, procedentes de las minas de Bellmunt del Priorat (Tarragona), Linares (Jaén) y distintos puntos de Vizcaya, e identificados como "ankerita", son en casi todos los casos dolomita ferrosa
Se puede confundir con la dolomita, kutnohorita, magnesita y siderita. En muchos casos, es preciso el análisi químico cuantitativo para diferenciarlas.

## Formación y yacimientos
Su génesis es hidrotermal y metasomática; y suele aparecer junto a  dolomita, siderita y cuarzo. Los minerales extraídos de algunos yacimientos concretos son luminiscentes y la luz que emiten es de color naranja.
Se explota como mena de hierro, aunque es de escasa riqueza. Los yacimientos de este mineral (entendido en sentido amplio, incluyendo la dolomita ferrosa) son abundantes, y se pueden encontrar en Freiberg (Alemania), Austria, Rumania, antigua Checoslovaquia, Italia y Suiza.